# RBBP9
La proteína 9 de unión al retinoblastoma (RBBP9) es una enzima codificada en humanos por el gen RBBP9.
La proteína RBBP9 es una proteína de unión al retinoblastoma que podría desempeñar un papel en la regulación de la proliferación y diferenciación celular. Se han descrito dos variantes transcripcionales del gen, que codifican la misma isoforma de la proteína.

## Interacciones
La proteína RBBP9 ha demostrado ser capaz de interaccionar con:
- Proteína del retinoblastoma[1]